# Большие Болгояры
Больши́е Болгоя́ры (тат. Олы Болгаер) — село в Апастовском районе Республики Татарстан, в составе Большеболгоярского сельского поселения.

## География
Высота над уровнем моря — 99 м.

### Климат
Климат в селе умеренно-континентальный, Dfb по классификации Кёппена. Средняя температура воздуха — 4,9 °C, среднегодовое количество осадков — 655 мм.

## История
В «Списке населенных мест по сведениям 1859 года», изданном в 1866 году, населённый пункт упомянут как казённая деревня Большие Болгояры 1-го стана Тетюшского уезда Казанской губернии. Располагалась при речке Шакияне, на Казанском торговом тракте, в 35 верстах от уездного города Тетюши и в 20 верстах от становой квартиры в казённом селе Новотроицкое (Сюкеево). В деревне в 154 дворах жили 892 человека (475 мужчин и 417 женщин). Была мечеть.

## Население
| 1782 | 1859 | 1897 | 1908 | 1926 | 1938 | 1949 | 1958 | 1970 | 1979 | 1989 | 2002 | 2010 | 2015 |
| ---- | ---- | ---- | ---- | ---- | ---- | ---- | ---- | ---- | ---- | ---- | ---- | ---- | ---- |
| 191  | 892  | 1613 | 1671 | 886  | 914  | 596  | 564  | 544  | 428  | 287  | 292  | 238  | 237  |

Национальный состав села — татары.

## Инфраструктура
В селе действуют детский сад. Через село проходит автобусный маршрут «Апастово — Малые Болгояры — Апастово». В селе 5 улиц